# 릴리 다미타
릴리 다미타(Lili Damita, 1904년 7월 10일 ~ 1994년 3월 21일)는 프랑스, 미국의 배우, 가수이다.

## 출연 작품
- 더 데블 호스백 (1936)
- 황금 나비 (1926)